# Horst Gorski
Horst Gorski (* 1957 in Hamburg) ist ein deutscher lutherischer Theologe. Von  September 2015 bis Juni 2023 war er Leiter des Amtes der VELKD und Vizepräsident im Kirchenamt der EKD.

## Leben
Horst Gorski studierte Evangelische Theologie und wurde in diesem Fach promoviert. Nach dem Vikariat war er von 1983 bis 1985 als Assistenzreferent im Kirchenamt der EKD tätig und im Anschluss als Pastor in einer Kirchengemeinde in Hamburg-Wilhelmsburg und ab 1988 in Hamburg-Iserbrook. 1999 wurde er Propst im Hamburger Kirchenkreis Altona und seit 2009 im fusionierten Kirchenkreis Hamburg-West/Südholstein. Seit 2004 war er zudem Vorsitzender des Theologischen Beirats der Nordelbischen Kirche und später der Theologischen Kammer der Evangelisch-Lutherischen Kirche in Norddeutschland. Bei der Wahl zum Bischof in Schleswig unterlag er 2008 Gerhard Ulrich. Im Mai 2015 wurde Gorski zum Leiter des Amtsbereichs der Vereinigten Evangelisch-Lutherischen Kirche Deutschlands (VELKD) und Vizepräsident im Kirchenamt der Evangelischen Kirche in Deutschland (EKD) gewählt. Am 1. September 2015 trat er die Nachfolge von Friedrich Hauschildt, der beide Ämter innehatte, an. Gorski bekennt sich zu seiner Homosexualität und ist Mitbegründer des Konvents schwuler Pastoren und lesbischer Pastorinnen in Nordelbien. Er lebt in Hamburg.
Am 1. Juli 2023 trat Horst Gorski als Amtsleiter in den Ruhestand und ist seitdem in der Wissenschaftlichen Forschung und mit Vortragstätigkeiten beschäftigt. Horst Gorski ist korrespondierendes Mitglied der Evangelischen Studiengemeinschaft Fest e.V.

## Kritik
Entrüstung vornehmlich konservativer Kirchenkreise rief Gorski durch seine Predigt am Karfreitag, 14. April 2006 hervor, in welcher er u. a. ausführte: „Der Tod Jesu war nicht notwendig, damit Gott sich mit uns versöhnt und uns vergibt.“ Während die nordelbische evangelische Kirche sich anlässlich Gorskis Bischofskandidatur 2008 ohne Vorbehalt hinter Gorski stellte, rief deren früherer Bischof Ulrich Wilckens dazu auf, ihn nicht zu wählen, weil er sich damit „von der zentralen Aussage des Evangeliums öffentlich verabschiedet“ habe. 2015 forderten sieben Leiter von Bekennenden Gemeinschaften und Wilckens Gorski in einem Offenen Brief auf, sich vor Antritt seiner führenden Ämter bei der VELKD und der EKD öffentlich von seinen früheren Äußerungen zur Kreuzestheologie zu distanzieren. Mit seiner Antwort waren die Absender unzufrieden. Später führte sein Engagement für das Bündnis Sahra Wagenknecht zu Kritik auch innerhalb der EKD. Die Positionen des BSW zu Klima, Migration und Ukrainekrieg stehen in deutlichem Gegensatz zur Haltung der EKD.